# Mirhipipteryx disparilobata
Mirhipipteryx disparilobata is een rechtvleugelig insect uit de familie Ripipterygidae. De wetenschappelijke naam van deze soort is voor het eerst geldig gepubliceerd in 1989 door Günther.